# 大內郡
大內郡（日语：〔〕／ Ōchi gun */?）為過去隸屬日本讚岐國的郡，廢藩置縣後屬香川縣，已於1899年與寒川郡合併為大川郡。
過去的轄區包括現在的東香川市大部分地區。

## 歷史
江戶時代屬於高松藩的領地。1871年廢藩置縣後，最初屬高松縣，但不到一年內，被整併為香川縣所屬。1873年後，陸續又被整併為名東縣、香川縣、愛媛縣，直到1888年才最終確定屬於再次恢復設置的香川縣。
根据《旧高旧领取调帐》中记载，明治初期辖有：马筱村、小砂村、中山村、土居村、三殿村、町田村、松崎村、大谷村、落合村、西村、小矶村、横内村、水主村、中筋村、川东村、三本松村、湊村、白鸟村、归来村、松原村、伊座村、盐屋村、吉田村、引田村、马宿村、南野村、黑羽村、坂元村、川股村、小海村、东山村、西山村、与田山村、入野山村。（34村）

### 年表
- 1878年：调整行政区划。（24村）

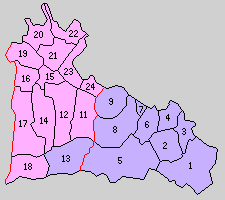
大內郡最初的行政區劃：1.相生村 2.小海村 3.引田村 4.松原村 5.福榮村 6.白鳥村 7.三本松町 8.譽水村 9.丹生村 （紫色現為東香川市）

  - 马筱村、小砂村、中山村、土居村、三殿村、町田村、松崎村、大谷村、落合村、小矶村合并为丹生村。
  - 盐屋村被并入引田村。
- 1890年2月15日：實施町村制，大內郡下轄：相生村、小海村、引田村、松原村、福榮村、白鳥村、三本松村、譽水村、丹生村。（9村）
  - 相生村 ← 坂元村、馬宿村、南野村、黑羽村、川股村、吉田村
  - 小海村（单独村制）
  - 引田村（单独村制）
  - 松原村 ← 松原村、归来村、伊座村、湊村（一部）
  - 福荣村 ← 東山村、西山村、与田山村、入野山村
  - 白鸟村 ← 白鸟村、湊村（大部分）
  - 三本松村（单独村制）
  - 誉水村 ← 水主村、西村、横内村、川东村、中筋村
  - 丹生村（单独村制）
- 1898年2月11日：三本松村改制為三本松町。（1町8村）
- 1899年4月1日：與寒川郡合併為大川郡。